# Calopteryx xanthostoma
Calopteryx xanthostoma е вид водно конче от семейство Calopterygidae. Видът не е застрашен от изчезване.

## Разпространение
Разпространен е в Испания, Италия, Португалия и Франция.

## Описание
Популацията на вида е стабилна.